# Samuel Ndungu Wanjiku

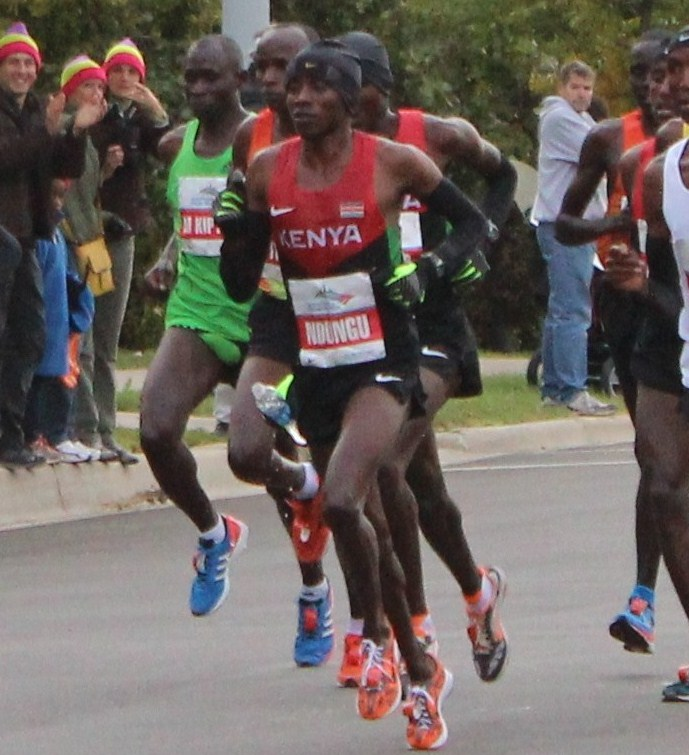
Samuel Ndungu beim Chicago-Marathon 2012

Samuel Ndungu Wanjiku (* 4. April 1988) ist ein kenianischer Langstreckenläufer.
Seit dem April 2007 startet er für das Firmenteam von Aichi Steel. 2008 wurde er Zweiter beim Nagoya-Halbmarathon, und 2009 wurde er Vierter beim Sapporo-Halbmarathon und Dritter in Nagoya.
2010 siegte er bei der japanischen Firmenmeisterschaft im Halbmarathon und wurde Dritter in Sapporo. 2011 gewann er den Kagawa-Marugame-Halbmarathon und 2012 den Biwa-See-Marathon.
2019 war er Zweitplatzierter beim Lissabon-Marathon.

## Persönliche Bestzeiten
- 5000 m: 13:28,44 min, 31. Mai 2008, Nobeoka
- 10.000 m: 27:48,03 min, 14. Oktober 2007, Fukuroi
- Halbmarathon: 1:00:55 h, 6. Februar 2011, Marugame
- Marathon: 2:06:02 h, 20. Oktober 2019, Lissabon